# 25160 Joellama
25160 Joellama este o planetă minoră (asteroid), cu un diametru de 2,397 km, din centura de asteroizi. A fost descoperită pe 17 septembrie 1998 la Stația Anderson Mesa de Lowell Observatory Near-Earth-Object Search. 
Obiectul prezintă o orbită caracterizată de o semiaxă mare de 2,3534808 UAi, o excentricitate de 0,24, o înclinație de 2,2756 ° în raport cu ecliptica.